# Kasteel Bloemendale (Beernem)

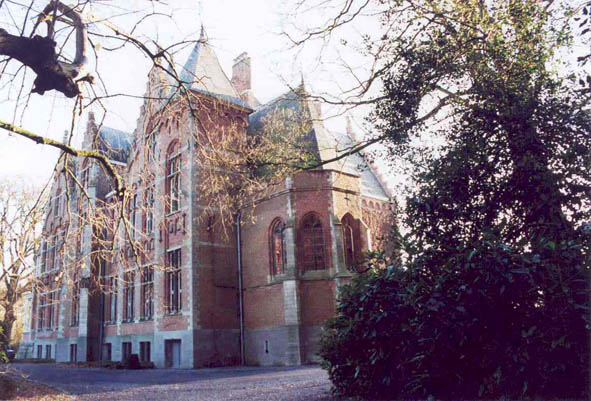
Kasteel Bloemendale

Kasteel Bloemendale is een kasteel in de West-Vlaamse plaats Beernem, gelegen aan Stationsstraat 70.

## Geschiedenis
Het domein behoorde tot in de 18e eeuw toe aan de familie d'Hanins de Moerkerke en daarna aan de familie van Zuylen de Neyevelt. In 1838 werd een spoorlijn aangelegd waarmee het domein in tweeën verdeeld werd.
Omstreeks 1845 werd een woonhuis gebouwd, dat door uitbreidingen het karakter van een kasteeltje aannam, maar dat in 1938 werd gesloopt.
In 1875 werd het domein aangekocht door Leonie Mulle de ter Schueren, die weduwe was van Pierre Charles de Vrière. Zij gaf de opdracht voor de bouw van het huidige kasteel, dat in 1878 gereed kwam naar ontwerp van Louis Delacenserie. Toen zij overleed kwam het goed aan haar zoon, Etienne de Vrière, welke in 1936 overleed. Het domein werd na zijn overlijden bedreigd met verkaveling, maar het werd opgekocht door de familie Sap, welke het meerdere generaties heeft bewoond.

## Gebouw
Het kasteel werd uitgevoerd in rode baksteen in de stijl van de Vlaamse neogotiek. Het heeft een onregelmatige plattegrond en bevat onder meer een huiskapel, een traptoren, een wintertuin en overdekte toegangsportalen. Het interieur is in neogotische en neorenaissancestijl.

## Park
Een deel van het park werd al vóór 1862 aangelegd, en in 1877 uitgebreid, naar ontwerp van Egidius of Liévin Rosseels. Omstreeks 1930 werd een deel van het park gewijzigd en kreeg een meer formele uitstraling. In het park vindt men onder meer een boothuis en een cementen grot.